# Markus Kaiser (Fotograf)
Markus Kaiser (* 1974 in Bruck an der Mur) ist ein österreichischer Architekturfotograf und Fotokünstler aus Graz.

## Leben
Kaiser studierte an der Akademie für angewandte Fotografie mit anschließender Meisterklasse. Seitdem ist er international als Architekturfotograf tätig. Seine Bilder werden regelmäßig in Magazinen und Büchern publiziert. Seit 2015 ist er auch Lehrbeauftragter für Architekturfotografie für die Fotografie-Meisterklassen in Graz und Salzburg.
In seinen freien Arbeiten und Ausstellungen beschäftigt er sich unter anderem mit den verschiedenen Facetten der Natur, als durchbrechende Kraft und räumliche Energie.

## Ausstellungen (Auswahl)
- 2018 Herta Frauneders Freibad Bruck an der Mur – Fotografiert von Markus Kaiser, Haus der Architektur, Graz[1][2]
- 2018 photo graz 018, Biennale der steirischen Fotokunst, Kulturzentrum bei den Minoriten, Graz
- 2016 im Kontakt, Gotische Halle – Raum für neue Kunst, Graz[3]
- 2015 ... to face architecture., Herman Herzele Gallery – Contemporary Art Photography, Graz[4]
- 2012 Am Horizont – zwischen Architektur und Landschaft, Haus der Architektur, Graz
- 2010 photo graz 010, Biennale der steirischen Fotokunst, Stadtmuseum, Graz

## Auszeichnungen
- 2014 Prix de la Photographie, Paris – Bronze Award
- 2014 International Photography Awards, Los Angeles – Honorable Mention
- 2013 Prix de la Photographie, Paris – Honorable Mention